# Uncisudis quadrimaculata
Uncisudis quadrimaculata är en fiskart som först beskrevs av Post, 1969.  Uncisudis quadrimaculata ingår i släktet Uncisudis och familjen laxtobisfiskar. Inga underarter finns listade i Catalogue of Life.